# Pradis Pedaggi
Pradis Pedaggi (Pistoia, 1921 – Campagna italiana di Russia, dicembre 1942) è stato un militare italiano, insignito della medaglia d'oro al valor militare alla memoria nel corso della seconda guerra mondiale.

## Biografia
Nacque a Pistoia nel 1921, figlio di Ottavio e di Giovannina Fanusti. Completati gli studi di scuola media a Pistoia, passò a frequentare l’Accademia di educazione fisica di Roma. Nel marzo 1941 fu chiamato a prestare servizio militare nel Regio Esercito, assegnato al 3º Reggimento "Granatieri di Sardegna, venendo promosso sergente nel giugno successivo; in agosto, mobilitato, raggiunse il reggimento di stanza in Grecia. Dopo aver frequentato ad Arezzo un corso allievi ufficiali, fu nominato sottotenente di complemento nell'agosto 1942. Assegnato all'LXXXIX Battaglione complementi in partenza per l'Unione Sovietica, raggiunse due mesi dopo l'80º Reggimento fanteria della 9ª Divisione fanteria "Pasubio", schierato sul fronte del Don. Cadde in combattimento nel corso del dicembre 1942 e fu insignito della medaglia d'oro al valor militare  alla memoria.

### Fonti
1. 1 2 3 4  Combattenti Liberazione.
2. 1 2  Gruppo Medaglie d'Oro al Valor Militare 1965, p. 162.
3. ↑  Cataldi 1991, p. 1037.
4. ↑   Medaglia d'oro al valor militare Pedaggi, Pradis, su quirinale.it, Quirinale. URL consultato l'11 luglio 2021.